# Мамышев, Николай Родионович
Никола́й Родио́нович Ма́мышев (1777—1840) — горный инженер, член-корреспондент Горного учёного комитета, металлург, писатель, этнограф Сибири, представитель русского романтизма, автор статей по сельскому хозяйству и очерков о жизни и быте казахов, постоянный сибирский корреспондент Жуковского в журнале «Вестник Европы», издатель.

## Биография
Родился в семье подпоручика Родиона Степановича Мамышева, владельца сельца Стригово Вышневолоцкого уезда (ныне Удомельский район).
Окончил в 1795 году Горное училище и был назначен в службу на Урал. С 1825 года обер-бергмейстер 7-го класса, начальник Гороблагодатских и Боткинских казённых заводов, начальник Гороблагодатского горного округа. По роду службы находился в разъездах. Накопленные впечатления от поездок побудили начать литературное творчество. Первые литературные работы ставят Мамышева в ряд самых читаемых писателей до 1812 года, однако после победы русской армии в войне 1812 года на первый план популярности выходят писатели патриотического жанра.
В 1813 году Мамышев становится управителем Камско-Воткинского завода. Он инициирует поиски золотоносных россыпей, разрабатывает конструкции промывальных машин, ручного бура для наносов. В 1821 году впервые организует поиски золота на западном склоне Урала, завершившиеся открытием на р. Чусовая первого в европейской части России Николаевского золотого прииска (1823 г.) Аналитик руд Урала. После появления на Урале признаков наличия платины, становится первооткрывателем крупных платиновых россыпей, инициирует её поиски и добычу на Среднем Урале (1824 г.), предсказывает открытие  алмазов в золото-платиновых россыпях и даёт распоряжения об их поисках.
После выхода в отставку в 1828 году возвращается в родную усадьбу, где живёт его старший брат Василий с семьёй. Вскоре покупает дом в Гатчине и собирается заниматься литературой. Однако с появлением реализма в русской литературе сентиментальный жанр Мамышева перестаёт пользоваться популярностью, и он принимается за издательскую деятельность.
Надежда Дурова обращается к Мамышеву с просьбой опубликовать её «Записки кавалерист-девицы». Переговоры проходили неудачно, и её работа была опубликована в журнале «Современник» № 2 за 1836 год у Пушкина и имела большой успех.
Последние годы жизни провёл в Гатчине в принадлежащем ему доме и в загородной мызе «Мой приют».
Скончался в Гатчине и был похоронен на старом кладбище в Суйде. Могила его впоследствии затерялась. Местные старожилы вспоминали, что надгробная плита на могиле Мамышева существовала еще в довоенные (ВОВ) годы. Дальнейшая её судьба неизвестна. Последние следы загородной мызы «Мой приют» утрачены. Сохранилась лишь соседняя деревня Покровка (ныне часть поселка Прибытково). После кончины Мамышева его земли под Гатчиной унаследовали вдова Екатерина Зиновьевна Мамышева, а впоследствии дети: Надежда и Всеволод. Наследники Мамышева владели усадьбой до 1884 года. В 1917 году усадьба была национализирована .

## Литературное творчество
- «„Трех-пещерный камень на реке Исети, или нещастная любовь Алексея и Мирзы. Древняя сибирская повесть“ („Минерва“, 1807)»[10]
- Сентиментальная повесть «Злосчастный. Истинное происшествие» , Журнал российской и иностранной словесности «Минерва»" [1807]
- «Отчаяние» [1809]
- «Остроумие Ташкинца» [1808]
- «Поздравление» [1809]
- «Необыкновенный способ ловить птиц, употребляемый Коряками и Ламутами» [1809]
- «Пристрастие Сибиряков к конским скачкам» [1809]
- «Прием и угощение у Киргизов» [1809]
- «Примеры бескорыстия» [1809]
- «Суп из костей» [1809]
- «Ответ Г-ну. Б. В. Ш» [1809]